# エジプトの法
本項では、エジプトの法（エジプトのほう）について述べる。

## 概要
エジプトは、19世紀中にオスマン帝国からの独立性を次第に高める一方、1882年以降、事実上イギリスの支配下に入った後、第一次世界大戦後の1922年にイギリスから独立するという歴史をたどる。その中で、エジプトは、フランス民法典（ナポレオン法典）をモデルとした民法典に代表されるように、中東において最初に民法、刑法、商法、訴訟法などの基本的な近代法制を整備した国であり、その法制及び法律家は、他の中東諸国の法整備などにも大きな影響を及ぼしてきた。
一方、エジプトでは、1967年に第三次中東戦争でイスラエルに敗北して以降、アラブ民族主義が失墜し、それに代わるイデオロギーとしてイスラーム主義が台頭した。その結果、法分野でも、1971年憲法2条は「イスラームのシャリーアの諸原則はエジプト法令の主要な源の1つである」とし、さらに1980年改正憲法2条は「イスラームのシャリーアの諸原則はエジプト法令の主要な源である」として、法体系におけるシャリーアの重要性が強調されることとなった。ただ、同憲法下においても、民法典の大部分はイスラーム法の諸規定に起源を持つと解されるなど、従来からの基本法制がシャリーア不適合を理由として大幅に変更されるような事態は生じていない。

## 司法制度
エジプトでは、上記のような歴史経過の中、1875年に外国人裁判官とエジプト人裁判官で構成される混合裁判所が設立され（法廷で使用される言語は、アラビア語、イタリア語及びフランス語と規定されたが、実際にはフランス語の使用が常であった。）、さらに、エジプト人の間の訴訟を管轄する国民裁判所が1883年に設立された。そのため、既存の領事裁判所、シャリーア法廷とあわせて4つの裁判所が併存する状態となったが、1922年のイギリスからの独立の後、裁判所組織は、フランス同様、一般の民事・刑事事件を管轄する1931年設立の通常裁判所と、公法に関する事件を管轄する1946年設立の行政裁判所へと集約されるに至った。